# Megastylis
Megastylis is een geslacht uit de orchideeënfamilie en de onderfamilie Orchidoideae.
Het geslacht telt negen soorten en komt enkel voor op Nieuw-Caledonië en Vanuatu.

## Naamgeving en etymologie
- Synoniem: Achlydosa M.A.Clem. & D.L.Jones (2002)
- Engels: Large Column Orchid

## Kenmerken
Megastylis-soorten zijn terrestrische orchideeën. Ze worden gekenmerkt door een in verhouding zeer groot gynostemium of zuiltje.

## Voorkomen
Megastylis-soorten zijn beperkt tot het Australaziatisch gebied, voornamelijk Nieuw-Caledonië en Vanuatu. De planten groeien op lage hoogten in het regenwoud.

## Taxonomie
Het geslacht heeft lang deel uitgemaakt van de subtribus Caladeniinae in de tribus Diurideae, maar is op basis van DNA-onderzoek verhuisd naar de tribus Cranichideae.
Het geslacht bevat negen soorten. De typesoort is Megastylis gigas (Schltr.) Schltr. (1911)
Soorten:
- Megastylis elliptica (R.Br.) Szlach. & P.Rutkowski 1911
- Megastylis ellipticus (R.Br.) Schltr. 1911
- Megastylis gigas (Rchb.f.) Schltr. 1911
- Megastylis glandulosus Schltr. 1911
- Megastylis latilabris (Schltr.) Schltr. 1902
- Megastylis latissimus (Schltr.) Schltr. 1914
- Megastylis montanus (Schltr.) Schltr.
- Megastylis paradoxa (Kranzlin) N.Halle
- Megastylis rarus (Schltr.) Schltr.